# TMS9918
TMS9918 ime je za slikovni kontroler kojeg je proizvodila američka tvrtka Texas Instruments.

## Tehnička svojstva
- Video RAM: 16 KB
- Znakovne vrste: 40x25, 32x24
- Razlučivost: 256x192 točaka (15 boja + transparencija)
- Grafički znakovi: 32 (sprajtova), 1 boja, najviše 4 boje po svakoj vodoravnoj linji na ekranu
- Kućište: 40 iglica (DIP)

### Slikovne vrste (modovi)
- Mode 0 (znakovni): 40x25 jednobojnih znakova,
- Mode 1 (slikovni 1): 32x24 znakova, svaki znak ima dvije boje (prednju i pozadinsku)
- Mode 2 (slikovni 2): 32x24 znakova ili 256x192 bitmapna slika, ograničenje od dvije boje za svakih 8 točaka u liniji zaslona
- Mode 3 (višebojni): 64x48 znakova

### Boje
TMS9918 imao je nepromjenjivu paletu od 16 boja (15 boja + transparencija). Boje su bile određene s brojem širine od 4-bita:
- bit-0: svjetlo
- bit-1: zelena
- bit-2: plava
- bit-3: crvena

Na primjer siva boja ima vrijednost binarnu vrijednost od 1110 (heksadecimalno 4, decimalno 14), dok bijela boja ima vrijednost od 1111 (heksadecimalno F, decimalno 15)

### Inačice
- TMS9918
- TMS9918A
  - Dodatni slikovni mod (mod 2)
  - Podrška za NTSC video (60 Hz)
- TMS9928A
  - Podrška za NTSC video (60 Hz)
- TMS9929A
  - Video izlaz YPbP, frekvencija (50 Hz)

## Korisnici
Sljedi popis računalnih sistema i uređaja koji su koristili grafički kontroler TMS9918:
- ColecoVision
- Memotech MTX
- MSX
- Sega SG-1000/SC-3000
- Spectravideo
- Sord M5
- Tatung Einstein
- Texas Instruments TI-99/4a
- Tomy Tutor/Pyuuta